# Dragonmage
Xao Jin, anche noto come Dragonmage, è un personaggio immaginario dei fumetti, un supereroe DC Comics che proviene dalla Colonia di Nuova Shanghai. Comparve per la prima volta in Legione dei Super Eroi vol. 4 n. 33, durante la "Five Year Gap", dove si unì alla resistenza per combattere i Dominatori che controllavano il Governo Terrestre.

## Biografia del personaggio
Nella continuità pre-Ora Zero, Xao Jin divenne un Legionario sotto il nome in codice di Dragonmage. Xao Jin ricevette il suo addestramento con il Maestro Chu Hua come giovane studente delle arti msitiche. Xao Jin fece parte come membro di supporto della Justice League Dark, sotto la guida del potente Dottor Fate.

## Poteri e abilità
Xao Jin è uno stregone i cui incantesimi sono accompagnati da ologrammi di dragoni cinesi.